# Mk 21-2型魚雷
Mk 21-2型魚雷是Mk 13型魚雷的被動聲波制導變體。它以廣泛使用的Mk 13型魚雷為基底，加以由貝爾實驗室所研發的被動聲波制導系統而成。
推進系統則改為汽輪機，以維持其速度表現，但制導系統和汽輪機所需的空間使得彈頭裝藥需要從600磅(270 kg)高爆炸藥減至350磅(160 kg)。
該魚雷的預期用途經歷了一系列變動。它最初被考慮作為飛機投放的自由落體武器，至於Mk 13型魚雷，1944年8月的翠鳥行動(Project Kingfisher)則開始研發戰區外武器，它可以從敵方防禦範圍外的目標主力艦發射。這意味着此時在太平洋上的美國船隻都受到防空武器的嚴密防禦，使對它們的攻擊難以成功。一旦展開對日本本島的進攻，美國海軍將面臨類似的挑戰，因此需要一種武器來解決這受戰區外武器攻擊的問題。在翠鳥行動不久後，日本開始了神風特攻隊攻擊，作為解決同一問題更激進的方法。
翠鳥A型是斷電式滑翔炸彈的過渡方案，裝載制導魚雷。
翠鳥C型是更為成熟的版本，由AUM-N-2海燕反船艦導彈所攜帶。它有着更大的射程，但這亦表示它需要有自己的制導系統。早期的選擇是，採用其中一個新研發的噴射引擎，而不是採用英國使用的更簡單的火箭發動機，最終選擇的Fairchild J44發動機直到1948年才運行。二戰結束後，這種武器的需求變得不那麼重要，其研發速度亦減慢。
翠鳥是作為射程延展工具，攻擊水面船艦而開始研發的，儘管被懷疑輕型魚雷是否能有效打擊目標。亦使人意識到那時的主要威脅是來自潛艇，而不是水面船艦，翠鳥的戰區外武器設計仍能有效發揮作用。正如英國人發現刺蝟砲和魷魚砲等飛行武器，可以比魚雷更快到達被偵測目標的位置，它們因此沒有時間躲避或逃跑。使魚雷自行瞄準大型目標所需的聲波制導系統，也可以被研發為「潛艇獵手」。就Mk 21型魚雷來說，這特徵蔓延似乎造成了更多的延遲而不是進展，試圖充分改進它們的制導系統導致Mk 21-0型魚雷計劃被放棄。潛艇只需要一枚較小型的彈頭便能破壞它，所以較輕型的Mk 35型魚雷成為通用空射魚雷的首選設計。反過來，這枚被簡化，僅限空中發射的Mk 41型魚雷，在1950年代中期成為AUM-N-2海燕的彈頭。
此魚雷的研發被終止，沒有投入使用。